# Reinhardbraunsite
La reinhardbraunsite è un minerale della classe dei silicati, appartenente al gruppo dell'humite con formula chimica Ca5(SiO4)2(OH)2. È stato scoperto nel 1980 nella cava di Caspar, presso il vulcano Bellerberg, in Renania-Palatinato (Germania), che è la sua località tipo, e il suo nome onora il professore di mineralogia e petrografia all'Università di Bonn Reinhard Brauns (1867 - 1937).

## Classificazione
Secondo la classificazione Nickel-Strunz, la reinhardbraunsite appartiene alla classe dei "silicati (germanati)" e lì nella sottoclasse dei nesosilicati "con anioni aggiuntivi; cationi in [4], [5] e/o soltanto coordinazione [6]" insieme a hydroxylcondrodite, kumtyubeite, alleghanyite e condrodite, con le quali forma il gruppo 9.AF.45.

## Abito cristallino
La reinhardbraunsite cristallizza nel sistema monoclino nel gruppo spaziale P21/a; i suoi parametri di reticolo sono a = 11,458(2) Å, b = 5,052(1) Å, c = 8,840(2) Å con 2 unità di formula per cella unitaria.

## Origine e giacitura
La reinhardbraunsite è a contatto con xenoliti metamorfosati e metasomatizzati ricchi di calcio nelle scorie.
È stato trovato nella cava di Caspar, nel vulcano Bellerberg, in Renania-Palatinato, in Germania; nel deserto del Negev, in Israele, a Oslavany, nella Moravia meridionale (Repubblica Ceca), a Racoş in Romania, nella valle di Baksan (Cabardino-Balcaria, nel Caucaso settentrionale, in Russia) e a Fort Portal (Kabarole, in Uganda).
Di solito si trova associato ad altri minerali come ellistadite, cuspidina, gehlenite, brownmillerite, mayenite e periclasio.

## Forma in cui si presenta in natura
Si presenta in grani anedrali o subedrali fino a 3 mm di colore rosa chiaro.